# Eunice Mburu
Eunice Wathira Mburu (ur. 2005) – kenijska zapaśniczka walcząca w stylu wolnym. Zajęła czternaste miejsce na mistrzostwach świata w 2023 roku.
Dziesiąta na igrzyskach afrykańskich w 2023. Brązowa medalistka mistrzostw Afryki w 2023 i piąta w 2024 roku. 